# Апелляционный трибунал по трудовым спорам
Апелляционный трибунал Великобритании по трудовым спорам — судебный орган по рассмотрению дел Англии, Уэльса и Шотландии, является также высшим судом письменного делопроизводства.  
Его главное предназначение — рассмотрение апелляционных жалоб на решения трудовых трибуналов Англии, Шотландии и Уэльса. Также обладает правом рассмотрения апелляций на решения Уполномоченных по правам профсоюзов (англ. the Certification Officer) и Центрального арбитражного комитета. Кроме того, может выступать в качестве суда первой инстанции по определённым трудовым спорам. 
Орган может заседать на всей территории Англии с условием местонахождения его центрального офиса в Лондоне. Апелляционный трибунал не входит в систему судов общей юрисдикции Великобритании, а входит в отдельную систему судов под руководством Службы судов и трибуналов Её Величества. Однако трибунал не обладает правом вынесения заявлений о несоответствии законов Европейской конвенции по правам человека в соответствии с Актом о правах человека 1998 года.
Трибунал является преемником  Национального суда по трудовым отношениям, который был ликвидирован в 1974 году

## Членство
Существует два класса членов трибунала:
- Номинированные члены, которые назначаются из числа окружных судей Англии и Уэльса, судей Высокого суда правосудия и Апелляционного суда, а также по меньшей мере один судья от Сессионного суда Шотландии.
- Назначаемые члены, которые должны обладать специальными познаниями или опытом ведения трудовых отношений. Назначаются в качестве представителей либо от работников, либо от работодателей.

Члены номинируются или назначаются Лордом-канцлером. Один из номинированных судей назначается в качестве председателя. Обычно срок занятия этой должности составляет 3 года. Однако были и исключения: так, судья Брайан Лэнгстафф (англ. Brian Langstaff) занимал должность председателя 4 года в период с 1 января 2012 по 31 декабря 2015 года. Его преемницей, как было объявлено 17 декабря 2015 года, стала судья Ингрид Симлер, первая женщина, занявшая эту должность.

## Порядок рассмотрения споров
Порядок рассмотрения дел установлен Законом о трудовых трибуналах 1996 г., Правилами трибунала 1993 года (с поправками, внесенными в 1996, 2001, 2004 и 2005 годах), а также Практическими указаниями трибунала. 

## Пересмотр решений
Сторона, не согласная с решением или постановлением Апелляционного трибунала вправе обратиться с жалобой в Апелляционный суд (при разбирательстве в Англии и Уэльсе) либо в Сессионный суд (для разбирательств в Шотландии).